# Prolagostomus
Prolagostomus es un género de roedores caviomorfos chinchíllidos que integra la subfamilia de los lagostominos. Sus 3 especies están completamente extintas y solo son conocidas sobre la base del registro fósil. Habitaron en el Mioceno en el centro-oeste y sur de Sudamérica.

## Taxonomía
Descripción original
Este género fue descrito originalmente en el año 1887 por el naturalista, arqueólogo, antropólogo, paleontólogo y geólogo argentino Florentino Ameghino.
Caracterización
El análisis filogenético indica que la caracterización de Prolagostomus se estructura sobre las siguientes sinapomorfías: forma sinuosa de los hipoflexos y especialmente hipofléxidos; las caras anterior y lingual de los molares inferiores son continuas, no forman un marcado ángulo como ocurre en Lagostomus y Pliolagostomus.
La diagnosis se completa con los siguientes rasgos: taxón de tamaño mediano a pequeño; ausencia de un canal para el nervio suborbitario, como en Pliolagostomus y los Chinchillinae vivientes; los palatinos forman casi la totalidad del paladar, como en Pliolagostomus; foramen maxilar posterior por detrás del límite posterior del M3; dientes euhipsodontes; son bilobulados p4-m3 y P4-M2, semejantes a los otros Lagostominae; presenta lóbulos laminares, pero estos no son rectos, como los de Lagostomus y Pliolagostomus; el M3 es trilobulado, con el tercer lóbulo dirigido posterior o posterolingualmente, nunca lingualmente; los molariformes presentan caras curvas; finalmente, la capa de cemento interlaminar es de mayor grosor respecto a la que posee Lagostomus.

## Subdivisión, procedencia estratigráfica y edad
Se reconocen 3 especies válidas asignables al género Prolagostomus; una cuarta, dado el carácter fragmentario del material obtenido, todavía permanece sin descripción formal hasta que se logre hallar ejemplares mejor preservados.  
- Prolagostomus pusillus Ameghino, 1887[4] † En barrancas del río Santa Cruz y monte Observación, en la provincia de Santa Cruz (Argentina) Formación Santa Cruz, Edad Santacrucense (Mioceno temprano-tardío); río Senguerr, provincia del Chubut (Argentina) Formación Río Frías, Edad Friasense (Mioceno medio); barrancas del río Collón Curá, provincia del Neuquén (Argentina) Formación Collón Curá, Edad Colloncurense (Mioceno medio).
- Prolagostomus obliquidens Scott, 1905[1] † Killik Aike, provincia de Santa Cruz (Argentina), Formación Santa Cruz, Edad Santacrucense (Mioceno temprano-tardío).
- Prolagostomus rosendoi Vucetich, 1984[6] † Cantera 27 de Septiembre, Ingeniero Jacobacci, provincia de Río Negro (Argentina), Formación Collón Curá, Edad Colloncurense, Mioceno medio.
- Prolagostomus sp 1 † Exhumado en Los Toldos Norte, Los Toldos Sur y Gobernador Gregores, provincia de Santa Cruz (Argentina), Formación Pinturas, edad “Pinturense”, (Mioceno temprano).

Se consideran sinónimos menores de Prolagostomus pusillus Ameghino, 1887 las siguientes especies.
- Prolagostomus divisus Ameghino, 1887
- Prolagostomus imperialis Ameghino, 1887
- Prolagostomus lateralis Ameghino, 1889
- Prolagostomus primigenius Ameghino, 1889
- Prolagostomus profluens Ameghino, 1887

- Prolagostomus sp. A nivel genérico, registra exhumaciones en Argentina, en la Formación Cerro Boleadoras, provincia de Santa Cruz (Mioceno temprano),[7] y del “nivel portador Las Hornillas” de la Formación Chinches provincia de San Juan;[8] en Chile, en el Mioceno temprano-medio de laguna del Laja;[9] en Bolivia, en el Mioceno temprano-medio de Cerdas;[10] en el Mioceno medio de Quebrada Honda;[11] en la Formación Nazareno, Edad Colloncurense (Mioceno medio);[12] y en Estación Arenales.[13]